# Philocheras breviflagella
Philocheras breviflagella is een garnalensoort uit de familie van de Crangonidae. De wetenschappelijke naam van de soort is voor het eerst geldig gepubliceerd in 2001 door Komai.